# Ołtarz Najświętszej Marii Panny (Brunszwik)

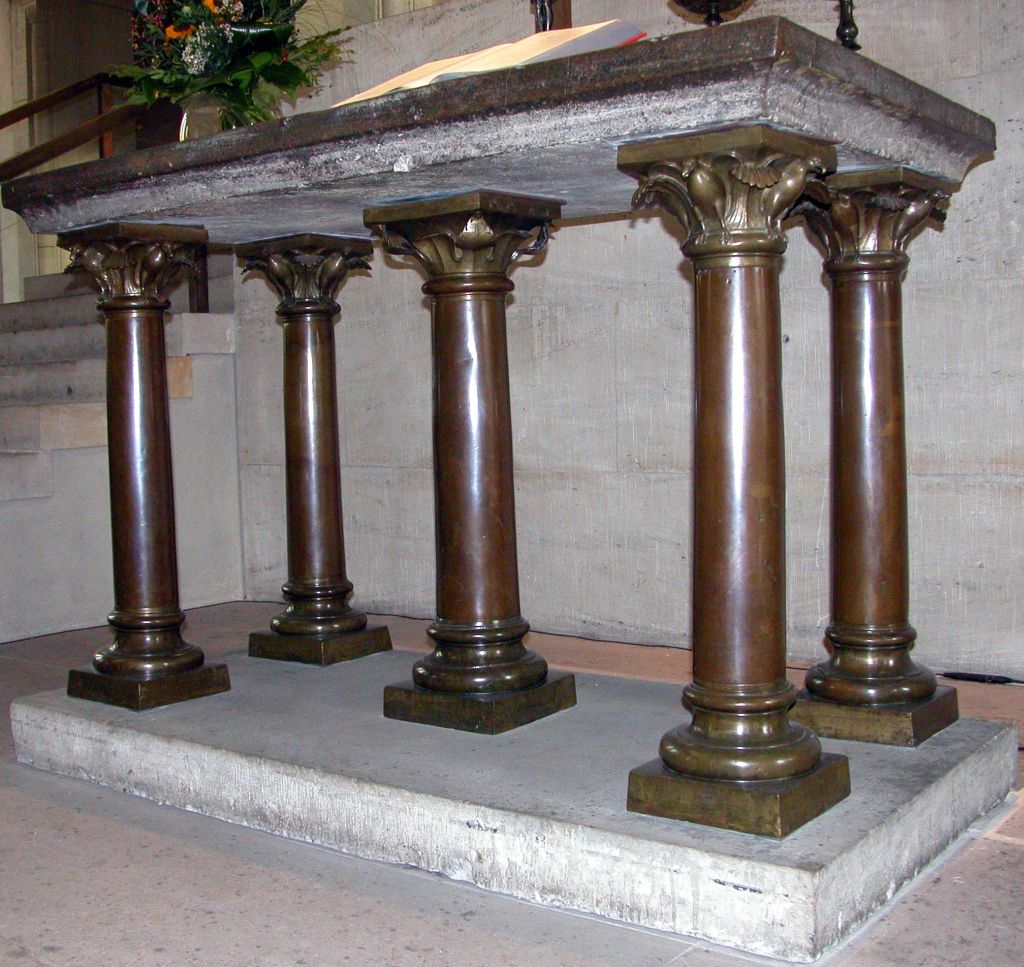
Ołtarz NMP

Ołtarz Najświętszej Marii Panny (niem. Marienaltar) – stół ołtarzowy ze schyłku XII stulecia, przykład romańskiej plastyki brązowej, jedna z fundacji Henryka Lwa, księcia Saskonii i Bawarii. Znajduje się we wschodniej części nawy głównej katedry Św. Błażeja w Brunszwiku.

## Dzieje
Ołtarz Najświętszej Marii Panny obok Lwa Brunszwickiego, ewangeliarza, świecznika siedmioramiennego jest artystyczną fundacją Henryka Lwa. Został poświęcony w 1188, w dniu Narodzin Marii (8 września) przez Adeloga, biskupa Hildesheim. Na tym stole ołtarzowym odczytywano Słowo Boże z Ewangeliarza Henryka Lwa, ponadto w ołtarzu tym przechowywano liczne relikwie, wśród nich te, które sprowadził Henryk Lew podczas pielgrzymki do Ziemi Świętej. Wiadomo iż w latach 1686, 1709 i 1881 przeglądano zawartość filarów, w 1709 wyjęto 43 relikwie i przekazano je do opactwa Corvey. Wielokrotnie był przenoszony i konserwowany (ostatnio w 2000 r.), obecnie znajduje się nieco na zachód od pierwotnego miejsca. Ostatni przegląd relikwii miał miejsce w 1966 r.

## Opis i analiza
Stojący na niewysokim kamiennym postumencie stół ołtarzowy składa się z profilowanego blatu oraz dźwigających go pięciu kolumn. Blat wykonany jest z szarego marmuru ma wymiary 168 × 89 cm. Wysokie na 95 cm. kolumny są w całości odlane z brązu. Każda z nich ma okrągły przekrój, podobną formę i stoi na kwadratowej plincie. Składa się z bazy (z dwoma torusami i trochilusem), trzonu oraz kapitelu. Kapitele narożne zdobią po cztery stylizowane orły, które dzięki szeroko rozpostartym skrzydłom są razem złączone. Środkowy kapitel ma kształt stylizowanej lilii, w tym przypadku ten kwiat ma podwójne znaczenie, prócz symboliki maryjnej odnosi się do brązowych kolumn Świątyni Jerozolimskiej wzniesionej przez Salomona (1 Krl 7, 19-21). Środkowa kolumna już od początku istnienia ołtarza pełniła funkcję relikwiarza.

### Plakietka relikwiarzowa
W 1966 r. miało miejsce kluczowe dla stanu wiedzy o ołtarzu zdarzenie. Dnia 1 grudnia podczas montażu ołtarza dokonano gruntownej analizy dzieła. Przede wszystkim sprawdzono zawartość środkowej kolumny, która kryje wewnątrz relikwie. Wewnątrz znaleziono okrągłą pokrywę zakrywający wnętrze trzonu w formie ściętego stożka (dopasowaną do kształtu kapitelu), którego cześć wierzchnia jest przykryta plakietką z grawerowaną postacią fundatora trzymającą dwa modele kościołów. Postać ta siedzi frontalnie, na tronie, odziana jest w strój władcy. Wokół niej znajduje się pisana antykwą inskrypcja, której treść brzmi następująco:
+ ANNO. D[OMI]NI. M. C. LXXX. VIII. DEDICATV[M]. EST. HOC. ALTARE IN. HONORE. BEATE. DIE. GENETRICIS. MARIE. / + AB. ADELOGO. VENERABILI. EP[ISCOP]O. HILDELSEM[EN]SI. FVNDANTE. AC. PROMOVE[N]TE. ILLVSTRI. DVCE. HENRICO. / + FILIO. FILIE. LOTHARII. INPERATORIS. ET RELIGIOSISSIMA. EIVS. CONSORTE. MATHILDI. / + FILIA. HENRICI. SECVNDI. REGIS ANGLOR[UM]. FILII. MATHILDIS. I[M]P[ER]AT[RI]CIS. ROMANOR[UM]
co oznacza:
Roku Pańskiego 1188 dedykowany ku chwale Najświętszej Maryi Panny ten ołtarz został poświęcony przez Adeloga, czcigodnego biskupa Hildesheim i ufundowany przez znamienitego księcia bardzo pobożnego syna, córki cesarza Lotara Henryka i jego żony Matyldy, córki Henryka II, króla Anglii, syna cesarzowej Matyldy.
To cenne źródło poświadcza fundację ołtarza przez Henryka Lwa. Najprawdopodobniej postać wygrawerowana na plakietce to sam Henryk Lew jako fundator. Ponadto w kolumnie tej znaleziono kilka relikwii oraz pieczęć biskupa Adeloga.